# Josef Krasoslav Chmelenský
Josef Krasoslav Chmelenský (7. srpna 1800, Bavorov – 2. ledna 1839, Praha) byl český básník (pokračovatel Čelakovského) a literární, divadelní i hudební kritik. Vydával sborníky písní, které přinášely vedle textů i melodie. Sborníky sehrály svou úlohu při vznikajícím společenském českém životě. Stal se i libretistou prvních českých oper, jež složil František Škroup.

## Život
Narodil se jako Josef Kajetán Chmelenský. Pocházel z hudební rodiny, otec František Chmelenský i strýc Jan Václav Chmelenský byli hudební skladatelé. V letech 1813–1818 vystudoval na piaristickém gymnáziu v Českých Budějovicích. Jeho spolužákem zde byl František Ladislav Čelakovský, který ho silně ovlivnil. V letech 1818–1825 vystudoval práva na pražské univerzitě, doktorem práv se stal v roce 1828. Na univerzitních studiích se spřátelil s Františkem Škroupem, se kterým později úzce spolupracovali. Na studiích také přijal vlastenecké jméno Krasoslav. V letech 1829–1830 byl praktikantem kriminálního soudu v Praze, v letech 1830–1832 daňovým úředníkem, v roce 1832 byl jmenován hlavním sekretářem dvorského manského soudu, roku 1835 místosudím dvorských lén. Krom Prahy své funkci vykonával krátce i v Kroměříži. Pracoval zde na majetkovém soupisu olomouckého arcibiskupství a knížectví a lichtenštejnských lesů. V roce 1835 založil spolu se Škroupem první české hudební periodikum Věnec ze zpěvů vlastenských uvitý a obětovaný dívkám vlastenským. O rok později založil rovněž almanach Kytka, dar Uměny zpěvu. Publikoval zde své písně, mnohé z nich zlidověly (Nad Berounkou pod Tetínem, Toč se, toč se kolovrátku aj.). Prosazoval časomíru jako nejvhodnější básnickou formu, mj. kvůli možnosti zhudebnění. Napsal též práce z historie práva. Rovněž překládal poezii z němčiny a polštiny (Mickiewicze, Kochanowského, Schillera), stejně jako libreta (např. Mozartovy Kouzelné flétny, autor textu Emanuel Schikaneder). Do Časopisu českého musea a do České včely psal divadelní kritiky a bývá tak někdy považován za zakladatele této disciplíny v českých zemích. Zemřel na tuberkulózu.

## Dílo
- sborníky písní:
  - Kytka
  - Věnec ze zpěvů vlasteneckých
- libreta k operám:
  - Dráteník
  - Oldřich a Božena
  - Libušin sňatek